# Правоохранительные органы в Бутане
Правоохранительная деятельность в Бутане входит в коллективную компетенцию нескольких подразделений Министерства внутренних дел и культуры Бутана. Именно Бюро по вопросам правопорядка Министерства, Департамент Иммиграции и Департамент местного управления отвечают за правоохранительную деятельность в Бутане. Министерство внутренних дел и культуры само является частью бутанского Совета Министров. Как правило, за обеспечение правопорядка в Бутане отвечают исполнительные органы. В качестве средства обеспечения соблюдения полиция и иммиграционные власти осуществляют судебное преследование по делам в рамках судебной системы через генерального прокурора.
Уголовное право и процедура устанавливаются актами парламента. Парламент Бутана принял ряд законов, касающихся правоохранительной и уголовно-процессуальной деятельности, а именно Закон «О национальной безопасности» 1992 года, Гражданский и Уголовно-процессуальный кодекс 2001 года, Уголовный кодекс 2004 года, Конституцию 2008 года и закон о тюрьмах 2009 года. Многие другие тематические акты, такие как закон Бутана о борьбе против табака 2010 года, также определяют преступления, наказания и ответственные правоохранительные органы.

## Правоохранительные органы
Правоохранительная деятельность в Бутане осуществляется главным образом королевской полицией Бутана, однако иммиграционное и таможенное законодательство обеспечивается сотрудниками Департамента Иммиграции. В соответствии с законом «О местном самоуправлении» 2009 года местным органам власти также поручено обнародовать правила и положения. Местные органы власти находятся в контакте с Департаментом местного самоуправления. В судебных разбирательствах все правоохранительные органы представлены и консультируются Генеральным прокурором Бутана.

## Королевская полиция Бутана
Королевская полиция Бутана отвечает за поддержание правопорядка и предупреждение преступности в Бутане.Она была сформирована 1 сентября 1965 года с 555 кадрами, переведенными из королевской армии Бутана. Тогда их называли "бутанскими пограничниками". Её независимая законодательная база была впервые кодифицирована Королевским законом «О полиции Бутана» 1980 года. Эти законодательные акты были отменены и полностью заменены Королевским законом «О полиции Бутана» 2009 года. В соответствии с законом «О полиции 2009 года», полиция разделена на исключительные юрисдикции, ряд рангов, а также полевые и специальные подразделения. В соответствии с Законом о тюрьмах 2009 года полиция также отвечает за управление и содержание тюрем Бутана.

## Департамент иммиграции
Департамент Иммиграции отвечает за иммиграцию и таможню. Он осуществляет политику, касающуюся виз, найма и инспекции иностранной рабочей силы, импорта товаров и обеспечения безопасности границ. Его должностным лицам предоставляются широкие полномочия и дискреционные полномочия в области охраны общественного и частного порядка как на границе, так и в Бутане.

## Департамент местного самоуправления
Департамент местного самоуправления косвенно участвует в правоохранительной деятельности, оказывая юридическую поддержку и консультативную помощь местным администрациям дзонгкхагов, дунгхагов, гевогов и муниципальным администрациям в арбитражных делах и спорах. Местные органы власти, со своей стороны, обладают регулирующими и нормотворческими полномочиями, включая налогообложение, которые могут применяться на местном уровне.

## Уголовное право в Бутане
В законодательстве Бутана имеется много источников уголовного права. Высшая судебная власть, Конституция Бутана, запрещает смертную казнь. Другие акты парламента криминализируют конкретные действия и практику: например, закон о табаке криминализирует культивирование, производство и продажу табака и табачных изделий, ограничивает общественное употребление табака, криминализирует не связанные со здоровьем изображения табака в средствах массовой информации и т.д.  Связанные с таможней уголовные преступления и наказания, а также квазиуголовная процедура депортации и задержания также перечислены в законе об иммиграции 2007 года.Наиболее всеобъемлющими законодательными актами, кодифицирующими уголовное и процессуальное право Бутана, являются закон «О национальной безопасности» 1992 года, Гражданский и Уголовно-процессуальный кодекс 2001 года и Уголовный кодекс 2004 года.
При принятии решения о возбуждении уголовного дела в соответствии с законодательством Бутана отдел уголовного преследования и судебных разбирательств Генеральной прокуратуры сначала оценивает, существует ли prima facie дело – соблюдаются ли элементы преступления. "Доказательный тест" требует достаточных доказательств для осуждения обвиняемого и того, что "любой разумный судья без угрызений совести признал бы обвиняемого виновным." Критерий общественного интереса" требует далее, чтобы такое судебное преследование не имело неблагоприятных последствий для общественности.

## Закон «О национальной безопасности» 1992 года
Закон «О национальной безопасности» представляет собой серию из шестнадцати статей, принятых парламентом Бутана 2 ноября 1992 года, которые заменили положения Тримшунга 1957 года, касающиеся государственной измены. Хотя его положения, касающиеся смертной казни, были отменены в 2008 году, другие его положения, касающиеся выступлений и незаконных собраний, остаются неизменными.

## Измена и языковые преступления
Закон приговаривает к смертной казни или пожизненному заключению тех, кто совершает или пытается совершить изменнические действия против королевского правительства в Бутане или за его пределами. Он также предусматривает такие же наказания для тех, кто совершает любое открытое действие, намереваясь помочь и утешить врагов, чтобы сознательно и добровольно предать королевское правительство. В соответствии с этим законом любое лицо, вступившее в сговор в Бутане или за его пределами с целью совершения любого из этих преступлений, наказывается лишением свободы на срок до десяти лет. Закон также предусматривает наказание для тех, кто подрывает или пытается подорвать безопасность Бутана путем разжигания или разжигания "ненависти и недовольства", в том числе посредством высказываний, тюремным заключением на срок до десяти лет. Языковые преступления, которые создают "непонимание или враждебность между правительством и народом Бутана и правительством и народом любой другой страны", наказываются тюремным заключением на срок до пяти лет. Кроме того, закон предусматривает до трех лет тюремного заключения для тех, кто говорит или действует в целях поощрения или попытки поощрения "чувства вражды или ненависти между различными религиозными, расовыми или языковыми группами или кастами и общинами или совершает любое деяние, которое наносит ущерб поддержанию гармонии между различными религиозными, расовыми или языковыми группами или кастами или общинами и которое нарушает или может нарушить общественное спокойствие. "Как таковой, закон предусматривает уголовную ответственность за разжигание ненависти и пропаганду, наносящую вред международным отношениям.

## Незаконное собрание, беспорядки и чрезвычайная ситуация
Этот закон уполномочивает правительство осуществлять контроль за деятельностью общественных собраний во избежание нарушений мира, а именно требовать предварительного разрешения, запрещать проведение общественных собраний в некоторых контролируемых правительством районах и объявлять комендантский час. Он также уполномочивает любого магистрата или ответственного сотрудника полиции отдавать приказы любому незаконному собранию из пяти или более человек, если они могут вызвать нарушение общественного порядка. Незаконные собрания категорически определяются как те, которые стремятся запугать правительство или его должностных лиц силой или демонстрацией силы; и тех, кто сопротивляется исполнению любого закона или судебного процесса; и те, что заставляют силой или показать другим, что они не обязаны делать. Нарушение наказывается лишением свободы на срок до одного года.
Закон определяет беспорядки как применение силы любым членом незаконного собрания в целях достижения общей цели собрания. Это преступление наказывается лишением свободы на срок до двух лет. Кроме того, лица, вооруженные любым смертоносным оружием в качестве членов незаконного собрания, подлежат наказанию в виде тюремного заключения сроком до двух лет. Лица, виновные в массовых беспорядках и вооруженные смертоносным оружием, наказываются лишением свободы на срок до трех лет.
Наконец, закон уполномочивает королевское правительство Бутана объявлять чрезвычайное положение, охватывающее любой или весь Бутан, где " природные, социальные, политические или экономические факторы вынуждают правительство поддерживать общественный порядок."

## Уголовный кодекс 2004 года
Современный бутанский Уголовный кодекс был принят парламентом 11 августа 2004 года. Уголовный кодекс классифицирует преступления по степени тяжести, определяет элементы и средства защиты от преступлений и обеспечивает основу для вынесения приговоров преступникам. Кодекс устанавливает уголовно-правовую основу, аналогичную любой современной юрисдикции общего права.
К классам преступлений, определенных Кодексом, относятся уголовные преступления, проступки, мелкие правонарушения и нарушения. Проступки приводят к тюремному заключению на один год или более, но менее трех лет; мелкие проступки приводят к тюремному заключению на один месяц или более, но менее одного года; а нарушения приводят к штрафу. Уголовные преступления делятся на четыре степени. Преступления первой степени наказываются тюремным заключением на срок от пятнадцати лет до пожизненного; преступления второй степени – от девяти до пятнадцати лет; преступления третьей степени – от пяти до девяти лет; и преступления четвертой степени – от трех до пяти лет.
Элементы и средства защиты от преступлений кодифицируются тематически, наряду с их классом и классификацией. Например, умышленное убийство входит в число "убийств", классифицируемых как уголовное преступление первой степени; и "неестественный секс", включая содомию, входит в число "сексуальных преступлений", классифицируемых как мелкое правонарушение.
В соответствии с этим законом при вынесении приговора преступникам, как правило, учитывается класс и градация совершенного преступления, а также график вынесения приговора на основе ценностей. Последующие судимости за одно и то же преступление грозят повышением наказания на одну степень. Штрафы ограничены в соответствии с положениями приговора, и стоимость любого ущерба должна учитываться при вынесении приговора. При назначении наказания судам также разрешается учитывать смягчающие и отягчающие обстоятельства.